# Acanthocope unicornis
Acanthocope unicornis är en kräftdjursart. Acanthocope unicornis ingår i släktet Acanthocope och familjen Munnopsidae. Inga underarter finns listade i Catalogue of Life.